# Ỷ Thiên Đồ Long ký (phim truyền hình 1994)
Ỷ thiên đồ long ký là một bộ phim truyền hình Đài Loan chuyển thể từ bộ tiểu thuyết kiếm hiệp cùng tên của nhà văn Kim Dung. Bộ phim lần đầu phát sóng trên các kênh truyền hình Đài Loan vào năm 1994. 
Bộ phim sử dụng nhiều bài hát nổi tiếng như Yêu giang sơn càng yêu mỹ nhân (愛江山更愛美人) hay Đao kiếm như mộng (刀劍如夢). Đặc biệt vai diễn Chu Chỉ Nhược của Châu Hải My được chính nhà văn Kim Dung đánh giá là phiên bản Chu Chỉ Nhược hoàn hảo nhất khi lột tả được nét đoan trang, hiền thục, nhưng lại có phần tà khí của nhân vật.

## Diễn viên
- Mã Cảnh Đào vai Trương Vô Kỵ [4]
- Diệp Đồng vai Triệu Mẫn [5]
- Châu Hải My vai Chu Chỉ Nhược[6]